# 田海
田海（荷蘭語：Barend J. ter Haar，1958年—），荷兰汉学家。

## 生平
田海毕业于荷兰莱顿大学，师从荷兰著名汉学家许理和。1990年获博士学位。1994年至2000年间担任海德堡大学汉学研究院中国社会经济史C3教授。2000年起任教于其母校莱顿大学，出任中国史讲座教授。2013年至2018年间，赴英国牛津大学任邵逸夫汉学讲座教授与牛津大学大学学院教授研究员（Professorial Fellow）。2018年起，出任汉堡大学汉学教授。

## 著作
田海的汉学研究著作包括：
- 《中国历史上的白莲教》（The White Lotus Teachings in Chinese Religious History）
- 《中国三合会的仪式与神话：创造认同》（The Ritual and Mythology of the Chinese Triads：Creating an Identity）
- 《讲故事：中国历史上的巫术与替罪》（Telling Stories：Witchcraft and Scapegoating in Chinese History）
- 《天命：中华帝国的历史》（Het Hemels Mandaat: De geschiedenis van het Chinese keizerrijk）
- 《实践经文：晚清中国的一场世俗佛教运动》（Practicing Scripture：A Lay Buddhist Movement in Late Imperial China）
- 《关羽：一个失败英雄的宗教后世》（Guan Yu：The Religious Afterlife of a Failed Hero）